# Rio Armeniș
O Rio Armeniş é um rio da Romênia afluente do rio Timiş, localizado no distrito de Caraş-Severin.